# 云南野鲮
云南野鲮（学名：Labeo yunnanensis）为輻鰭魚綱鯉形目鲤科野鲮属的鱼类，俗名花脸灰青。分布於亞洲湄公河、湄南河，在中国，分布于元江、澜沧江及其支流、龙川江等，多见于清水江河。该物种的模式产地在大理。
其种加词 yunnanensis 意为“云南的”。